# Gli UFO Robot contro gli invasori spaziali
Gli UFO Robot contro gli invasori spaziali è un film di montaggio realizzato in Italia nel 1979 utilizzando tre diversi anime cinematografici originali giapponesi di fantascienza usciti in anni differenti e del tutto indipendenti tra loro.

## Trama
La trama si articola in tre episodi distinti, corrispondente alla trama dei tre mediometraggi originali montati insieme.

## Produzione
Sull'onda del successo televisivo della serie UFO Robot Goldrake la pellicola venne realizzata dalla Cinestampa Internazionale montando nell'ordine, in modo del tutto arbitrario, i seguenti tre diversi mediometraggi della Toei Animation: Il Grande Mazinga contro Getta Robot G del 1975, UFO Robot Goldrake, il Grande Mazinga e Getta Robot G contro il Dragosauro del 1976, e Mazinga Z contro il Generale Nero del 1974.
I dialoghi e l'adattamento furono opera di Enrico Bomba, mentre il doppiaggio fu curato dalla Cinitalia Edizioni con la collaborazione della C.D. Cooperativa Doppiatori.

## Distribuzione
Dopo essere stato distribuito nei cinema italiani nel marzo 1979, il film circolò per la visione casalinga in pellicola Super 8 (in due versioni, una sonorizzata e una muta, più economica).
In seguito venne pubblicato dalla Cinehollywood su VHS in due edizioni, la prima negli anni ottanta e la seconda negli anni novanta, e poi in DVD nel 2006. Nelle edizioni per l'home video la pellicola, tuttavia, è stata adattata al formato televisivo in 4:3, tagliando l'originale formato in 16:9.